# Pejlskive
En pejlskive er en genstand der har været anvendt af vikingerne til at navigere med. Den ligner en halveret møllesten, med sit rids af solstråleagtige former langs kanten. Halveringslinien er forskudt idet formen af skyggen har været anvendt. Man har vendt den ene ende mod solen for at kunne placere skyggen efter et bestemt mønster og kursen var dermed sat af linjer der var indridset på pejlstenen. 
Navigationsmetoden har været mest anvendelig på nordlige breddegrader. Der er ikke fundet ret mange pejlskiver. Dem man har fundet er lavet af træ og sandsten.
Den tidligst fundne pejlskive er skåret i træ og fundet i Østerbygden, Nordboernes sydlige landområde i Grønland og beskrevet af Leif Vebæk i 1948.